# علم (راية)

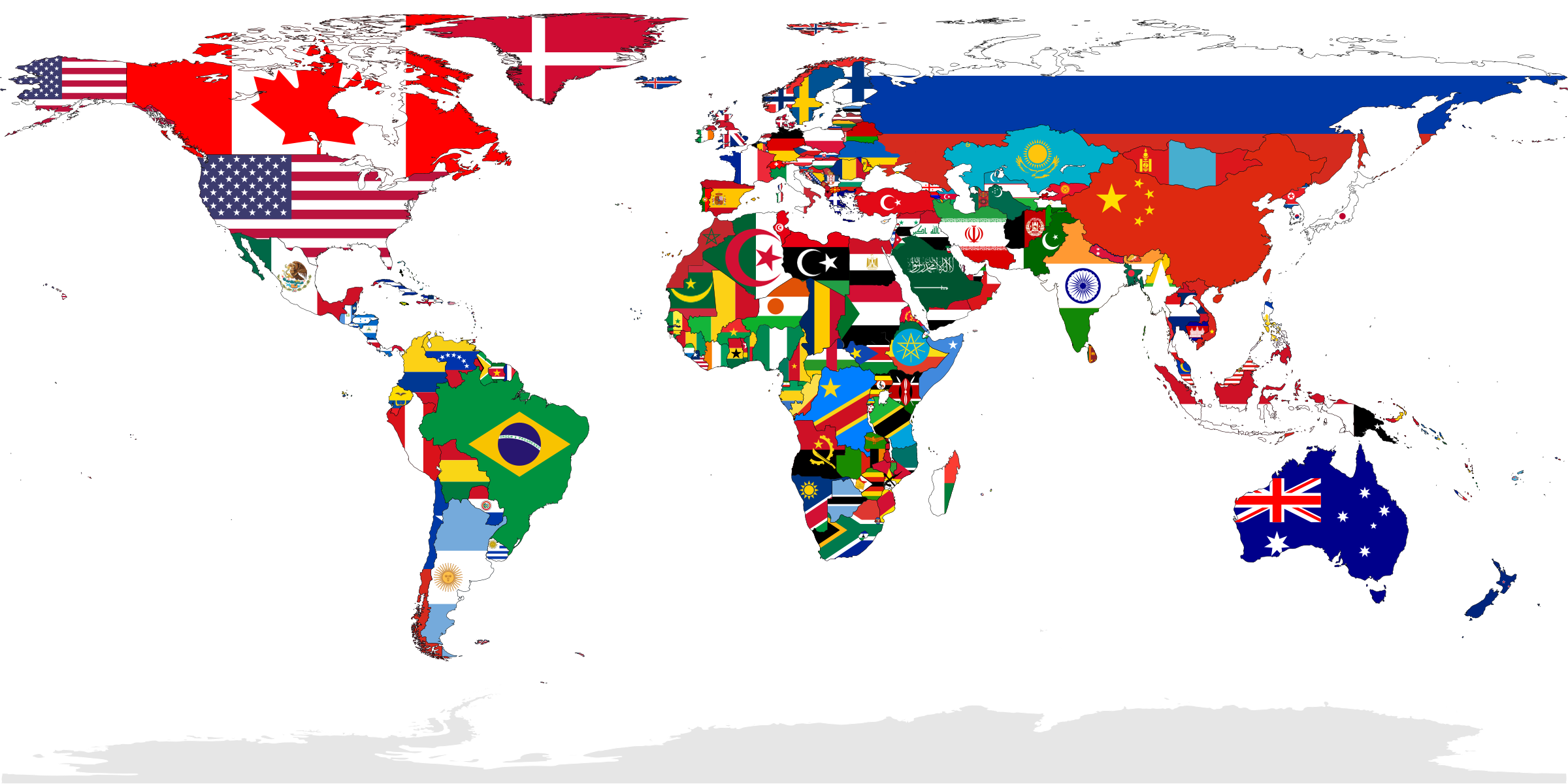

علم بفتح العين واللام يعني راية، وهي عبارة عن قطعة من القماش منقوش عليها رمز أو رموز للدلالة على قبيلة أو عشيرة أو دولة أو عصابة معينة. وتختلف الرايات بألوانها وأشكالها من راية لأخرى، ولكل دولة راية تميزها عن غيرها من الدول.
واستخدمت الأعلام الأولى لمساعدة التنسيق العسكري في ميادين القتال، وتطورت الأعلام منذ ذلك الوقت إلى أداة عامة بدائية للإشارة وتحديد الهوية، ولا سيما في بيئات معزولة حيث التواصل يكون صعبا (مثل البيئة البحرية حيث يتم استخدام إشارة للتواصل). وأعلام الدول هي رموز لديها دوافع وطنية متنوعة وواسعة النطاق، وتشمل في أغلب الأوقات ترابط عسكري قوي بسبب استخداماتها المستمرة المتعلقة بالناحية العسكرية.
الأعلام الوطنية هي رموز وطنية قوية مع تفسيرات متنوعة واسعة النطاق، ومعظم الأعلام تستخدم أيضا للمراسلة، والدعاية، وللزينة.
إن دراسة الاعلام تعرف بالفيكسيلولوجية، وهي كلمة مشتقة من الكلمة اللاتينية فيكسيلوم بمعنى علم أو راية.

## التاريخ

علم نيبال واحد من الاعلام الثلاثة في العالم غير مستطيل والوحيد الذي يكون على شكل مثلثات

انتشرت فكرة رفع الرايات والأعلام قديما في بلاد الهند والصين، حيث اختُرع العلم، وكذلك في بورما المجاورة، وسيام، وجنوب شرق آسيا.
واستخدم الفارسيون علم ديرافش كافياني، في وقت حكم الأخمينيين من 550 إلى 330 قبل الميلاد. بعد ذلك عُدل العلم في العصر الساساني المتأخر (224-651)، كما أنه كان يمثل الدولة الساسانية أيرانشهر، بمعنى «مملكة إيران»، ويمكن اعتباره أنه كان «العلم الوطني» الأول لايران.
بالأصل كانت معايير الفيالق الرومانية لا تستخدم أعلام، بل رموز مثل النسر من الفيلق أغسطس قيصر العاشر، حيث تم وضع رمز النسر على عصا حامل لواء العقد في أثناء المعركة. ولكن كان لدى الوحدة العسكرية من داسيا تنين كرمز كان شكله مرنا في ذيل يتحرك في مهب الريح، ولقد نسخت الفكرة الفيالق الرومانية وفي وقت قصير كانت كل الوحدات لديها أساسا الراية المرنة أو العلم بالمفهوم الحالي.

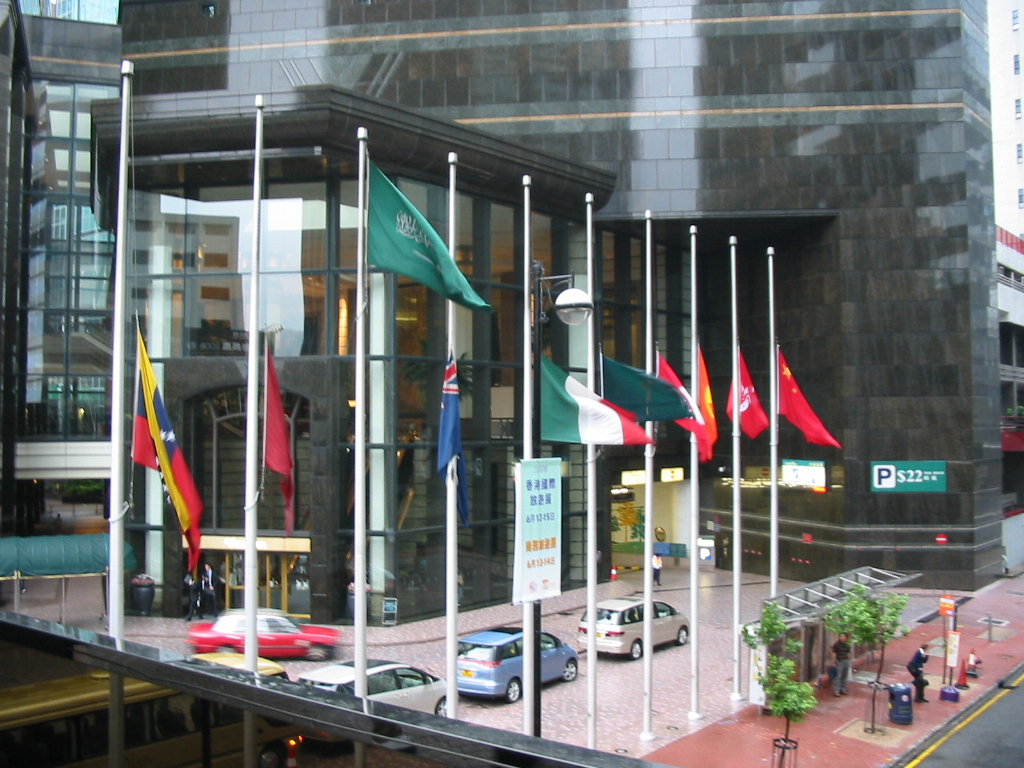
تنكيس الأعلام بسبب زلزال باستثناء علم السعودية.

خلال العصور الوسطى، كانت تستخدم الأعلام لمجموعة متنوعة من الأغراض مثل: تحديد هوية أفراد من طبقة النبلاء، أو النقابات، والمدن، والعبادة الدينية، وكذلك لاستخدام الأعلام في المعارك. حيث كانت تستخدم من قبل المجموعات العسكرية أعلام لتحديد الهوية في ميدان القتال وترحيل التعليمات الاستراتيجية. وفي معضم الوقت، كان يمكن التعرف على أعلام قادة فرديين: في قارة أوروبا، والتعرف على الملوك والفرسان، في اليابان، في الصين في جنرالات الجيش الإمبراطوري، وفي المكسيك في تحالفات الأزتك.
كانت تستخدم الرايات والأعلام من عصر السفن الشراعية فصاعدا، وكانت عادة (في وقت لاحق أصبحت شرطا قانونيا) لسفن النقل وضع الإشارات لتعيين جنسيتهم على شكل راية. وهذه الأعلام تطورت في نهاية المطاف إلى الأعلام الوطنية والأعلام البحرية في الوقت الحاضر. وأصبحت الأعلام الوسيلة المفضلة للتواصل بين السفن في البحر، مما أدى إلى وضع قوانين وأنظمة خاصة بالإشارات البحرية بالرايات والأعلام المختلفة.
وأصبحت الأعلام ليست لتحديد الجنسيات فقط ولكن أيضا للتعرف على الوحدات العسكرية الفردية. فأصبحت الأعلام تهمة قد يلقى القبض على حامليها أو وسيلة للدفاع عنهم. ولقد شكلت الأعلام في النهاية كثيرا من الخطر العملي لأولئك الذين كانوا يحملونها، وفي الحرب العالمية الأولى تم سحبها من ميادين القتال، ومنذ ذلك الحين تستخدم الأعلام فقط في المناسبات الأحتفالية.

## الأعلام الوطنية

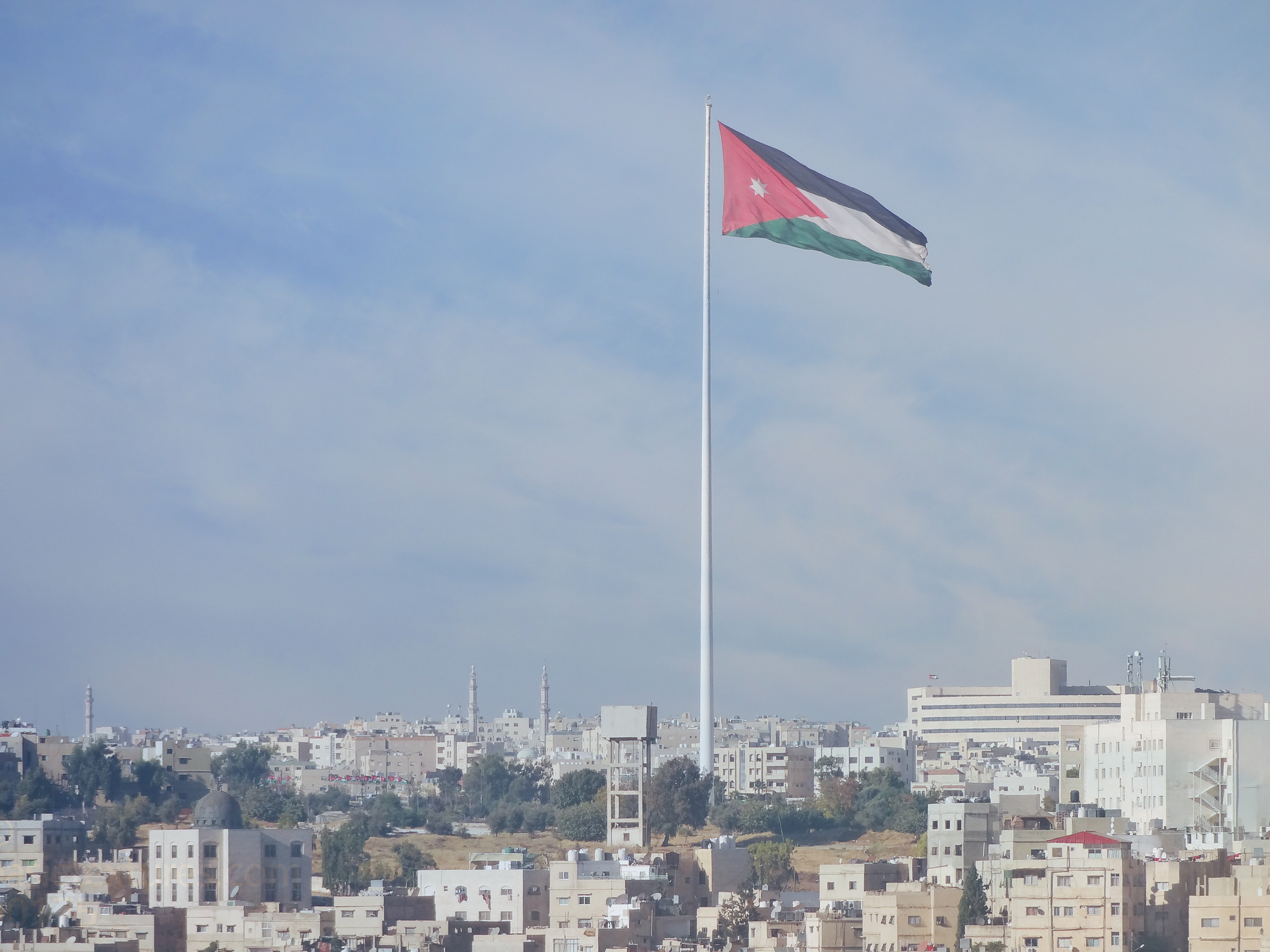
سارية رغدان في عمّان، الأردن. إحدى أكثر السواري ارتفاعًا بالعالم

أحد الاستخدامات الأكثر شعبية للعلم أن تكون رمزاً للأمة أو بلد. وكانت بعض الأعلام الوطنية مصدر إلهام إلى الدول الأخرى، وكذلك في البلدان، أو الكيانات دون الصفة الوطنية أو القومية في تصميم أعلامها الخاصة. وهناك بعض الأمثلة البارزة وهي:
- سارية رغدان الأردنية التي تبلغ 126.8 متر في عمان، الأردن. حيث أنها ثالث أطول راية في العالم، والأطول في الشرق الأوسط.
- علم الدنمارك هو أحد أقدم الأعلام التي لا زالت مستخدمة في العالم (منذ القرن الثالث عشر). يدعى بالدانيبروغ، ولقد ألهم تصميمه الصليبي اللامتناظر بلدان الشمال الأوروبي الأخرى مثل النرويج والسويد وفنلندا وأيسلندا والأعلام الإسكندنافية الإقليمية لجزر فارو، وآلاند، وسكونا وبورنهولم، والأعلام غير الإسكندنافية مثل شتلاند وأوركني الاسكتلنديتين.
- علم ثلاثي الألوان الهولندي هو ثاني أقدم علم ثلاثي الألوان بعد علم النمسا، ظهر لأول مرة في عام 1572. كان في البداية برتقالي وأبيض وأزرق ولكن بعد مرور الوقت أصبح اللون البرتقالي أحمراً لسبب مجهول. ولقد ألهم ذلك الكثير من الأعلام مثل علم روسيا الثلاثي الألوان، ومدينة نيويورك، وجنوب أفريقيا.
- العلم الوطني ثلاثي الألوان الفرنسي والذي صمم في عام 1794. ألهم الكثير من الدول مثل إيطاليا، وكوستاريكا، وجمهورية الدومينيكان (عبر هايتي)، وأيرلندا، وهايتي، ورومانيا، والمكسيك.
- العلم الروسي المستوحى بدوره من علم هولندا كان مصدر إلهام لعموم السلافيين، وأخذته العديد من الدول السلافية مثل سلوفاكيا وصربيا وكرواتيا، وسلوفينيا، وبلغاريا وسابقاً الجبل الأسود.
- علم الاتحاد البريطاني ذو التصميم الصليبي هو الأكثر أستخداما مثل أستراليا وفيجي ونيوزيلندا وتوفالو، وكذلك المقاطعات الكندية مثل مانيتوبا وأونتاريو وبريتيش كولومبيا، والولاية الاميركية هاواي.
- أعلام الدول العربية حيث تتخذ معظم الدول العربية الالوان الابيض ، الاسود ، الاخضر ، الاحمر مجتمعة او مفردة وذلك اقتباساً عن ابيات الشاعر العربي العراقي [صفي الدين الحلي]
- نحن قوم ابت اخلاقنا شرفاً .. ان نبتدي بالاذى من ليس يؤذينا
- بيضٌ صنائعنا سودٌ وقائعنا  ..  خضرٌ مرابعنا حمرٌ مواضينا
- حيث كانت هذه الابيات ملهمة لاعلام معظم الدول العربية

## أشكال الأعلام
معظم الأعلام مستطيلة أو مربعة أو مثلثة الشكل، وقد يكون بعضها طويلاً جداً وقليل العرض جداً ويسمى مُطارد أو بند، وإذا كان مقصوص الذيل بفرع واحد أو فرعين سمي ذيل السنونو،  والعلم الصغير يسمى بيرق.وقد يكون مسنن الأطراف كلها أو من طرف واحد (مشرشب)، وقد يعلق العلم متدلياً بقضيب معترض مثبت على السارية. 
والقياسات الوسطية للعلم الرسمي الكبير (120×180) أو (150× 225) سم فيكون عرضه ثلثي طوله. وتعد إهانة علم الدولة إساءة لكرامتها تقتضي الاعتذار، أو تقتضي إعادة رفعه في حضور ثلة من الجيش أو الشرطة تؤدي التحية الرسمية.

## مواضيع ذات الصلة
- علم الرايات
- معجم علم الرايات
- راية بحرية